# Mala Crcorija
Mala Crcorija (macedónul: Мала Црцорија) település Észak-Macedóniában, az északkeleti körzetben, Kriva Palanka községben.

## Népesség
| Lakosok száma | 545  | 550  | 428  | 372  | 259  | 134  | 149  | 112  | 33   |
|               | 1948 | 1953 | 1961 | 1971 | 1981 | 1991 | 1994 | 2002 | 2021 |

- 2002-ben 112 lakosa volt, akik mindannyian macedónok.